# Euparyphus arizonae
Euparyphus arizonae är en tvåvingeart som beskrevs av James 1973. Euparyphus arizonae ingår i släktet Euparyphus och familjen vapenflugor. Inga underarter finns listade i Catalogue of Life.